# Mitraillette

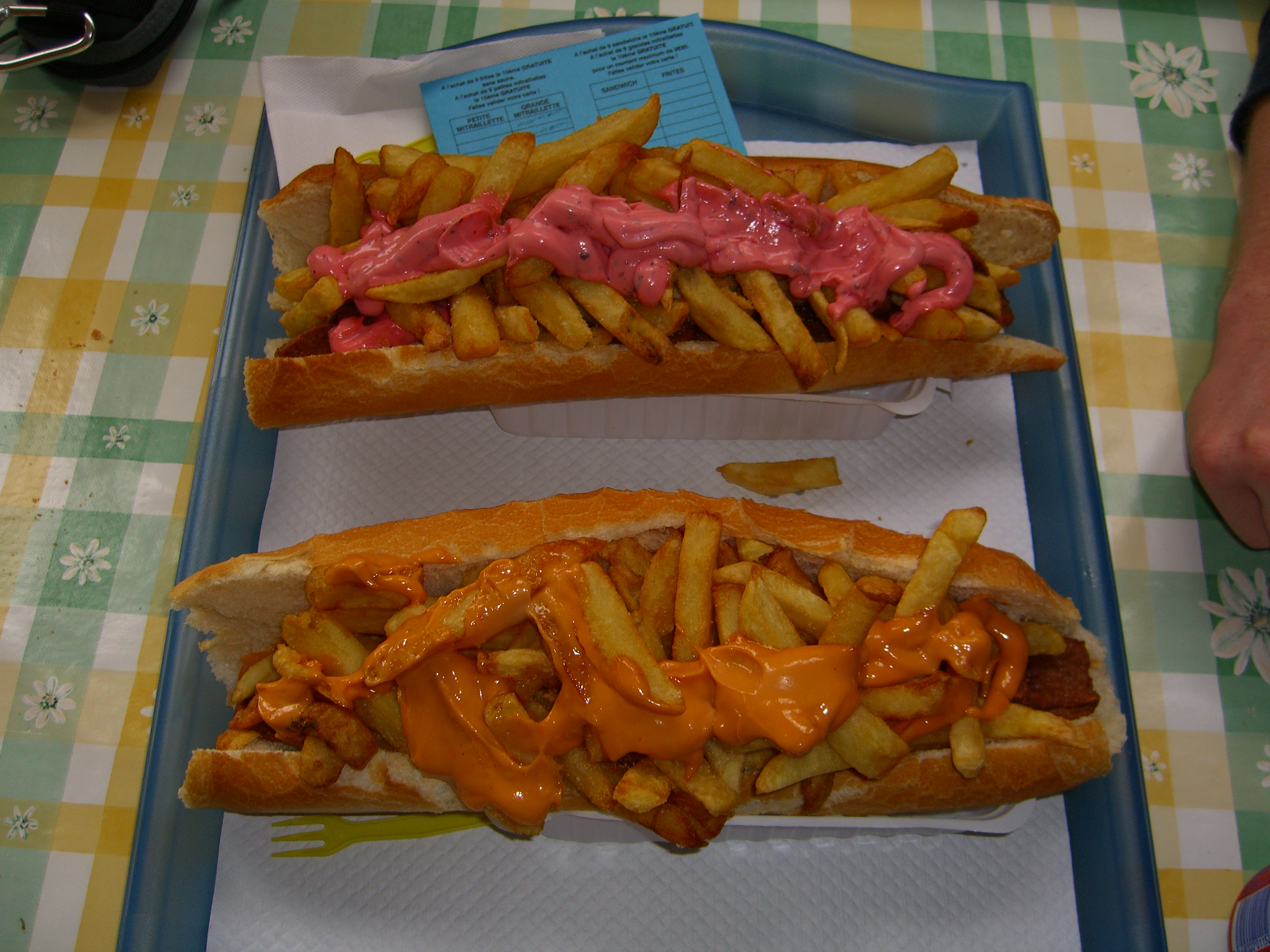
Zwei Mitraillettes mit verschiedenen Soßen

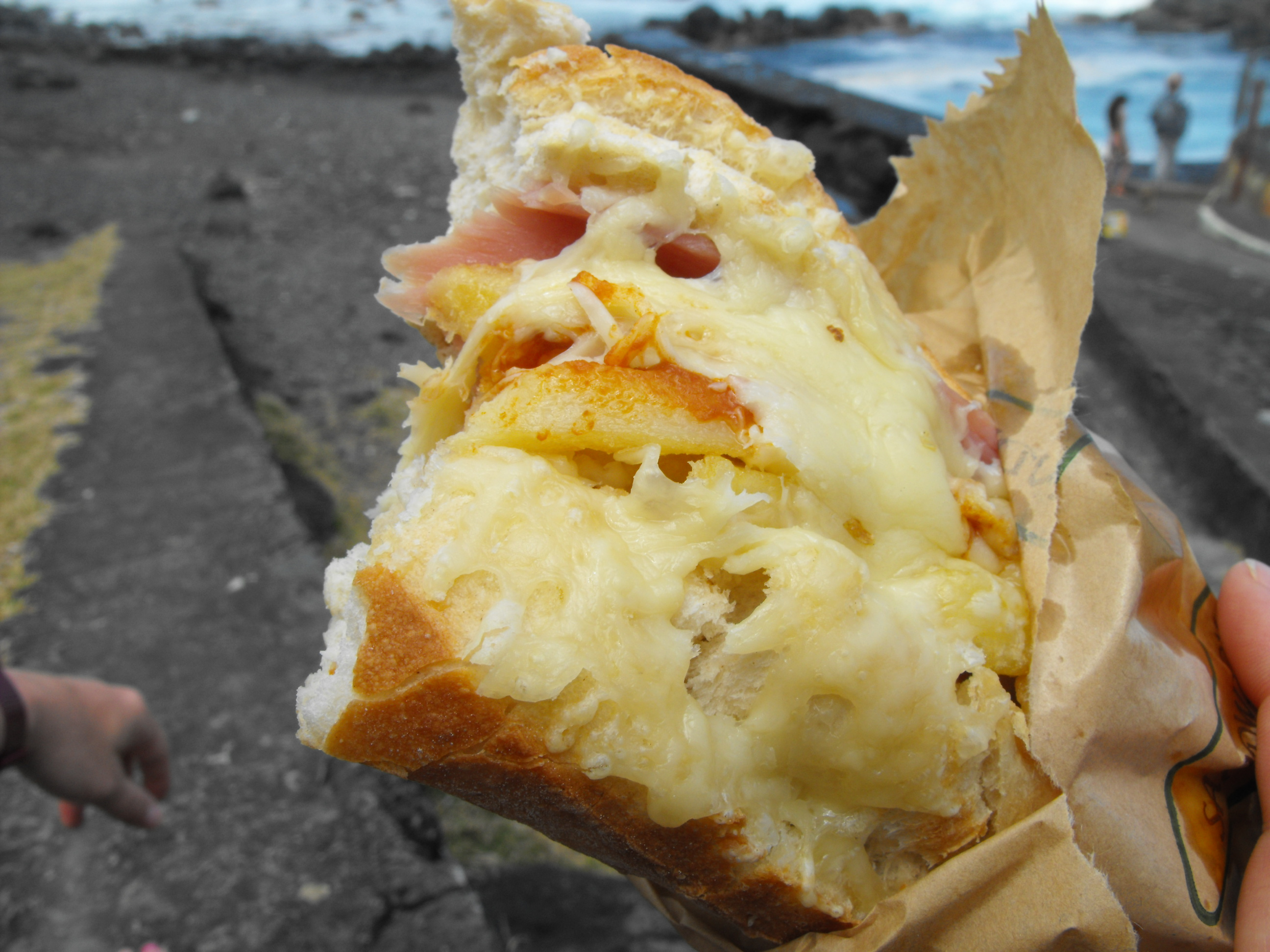
Variante der Mitraillette auf La Réunion

Mitraillette, wörtlich "Maschinengewehr", ist ein belgischer Snack, der ursprünglich aus Brüssel kommt. Mitraillette besteht aus einem halben  Baguette belegt mit gebratenen Fleischstücken oder Tatar, Pommes frites und unterschiedlichen Soßen. Als Beilagen werden oft Salate oder Käse verwendet, der in einigen Varianten überbacken wird. Mitraillette wird heiß oder kalt serviert.

## Verbreitung
Der Snack ist besonders in den francophonen Ländern weit an Fast-Food-Ständen verbreitet. In der Lütticher Region wird der Snack auch als pain-frites oder pain spécial bezeichnet, während er in Frankreich als américain bzw. sandwich américain angeboten wird.
In Belgien und Frankreich wird die Mitraillette auch in landesweiten Fast-Food-Ketten, wie z. B. Quick angeboten. In amerikanischen Restaurants, die sich auf Burger spezialisiert haben, wird das Sandwich als machine gun (englische Übersetzung für Mitraillette) verkauft.

## Varianten
Die Mitraillette wird in unterschiedlichen Varianten angeboten. Besonders die Auswahl der Saucen variiert stark regional. In Belgien wird die Mitraillette hauptsächlich mit Mayonnaise, Ketchup, Sauce andalouse oder Sauce samourai angeboten.  Als Zutaten werden hauptsächlich verwendet:
1. Baguette, meist ein Demi-Baguette (wörtlich "halbes Baguette"), aufgeschnitten
2. Pommes frites
3. Fleisch: Frikadelle, Tatar, Frikandel, Schinken, Poulycroc (Kipcorn), Merguez, Schaschlik vom Schwein, Rind, Lamm, Hühnchen oder Pute, Gyros, seltener auch Fischburger und lokale Fast-Food-Spezialitäten
4. Sauce (Varianten): Cocktailsauce, Aioli, Sauce remoulade, Sauce tartare, Sauce béarnaise, Jägersauce, Senfsauce, Pfeffersauce, Sauce frites, Sauce Piccalilli und andere.
5. Beilagen: Salat, gehobelter Weiß- und Rotkohl, Sauerkraut, Tomaten, Gewürzgurken, Zwiebeln und Röstzwiebel, geriebener Käse